# Oswald Heyduck
Oswald Heyduck (* 8. August 1912 in Kochlowitz, Oberschlesien; † 3. November 1982 in Regensburg) war ein deutscher SS-Obersturmführer, Leiter der Außenstelle Sicherheitspolizei und Sicherheitsdienst des Reichsführers SS (SD) in Sokal und verurteilter Kriegsverbrecher.

## Leben
Oswald Heyduck wurde am 8. August 1912 in Oberschlesien geboren. Im Jahre 1933 legte er das Abitur ab. Zum 1. Mai 1933 trat er der NSDAP (Mitgliedsnummer 3.052.660) und der SA bei. Anschließend war er bei der Landespolizeiinspektion Brandenburg angestellt. Von 1935 bis 1937 diente er in der Wehrmacht und danach war er bei der Gestapo in Kassel eingesetzt. Am 20. April 1938 wurde er Mitglied der Schutzstaffel (SS) (SS-Nr. 346.555). Im Sommer 1941 wurde er zum Grenzpolizeikommissariat Drohobycz versetzt. Von März bis Mai 1942 war er Leiter der Abteilung IV (Gestapo) Drohobycz. Zwischen Mai 1942 und Oktober 1943 leitete er die Außenstelle der Sicherheitspolizei und des SD in Sokal. Seit Mai 1944 war er beim Kommandeur der Sicherheitspolizei und des SD (KdS) Lemberg tätig. Am 1. September 1944 wurde er  zur Gestapo in Kassel zurück versetzt.
Am 13. Juli 1949 wurde er vom Landgericht München I wegen Mordes in 16 Fallen zu 16 mal lebenslangem Zuchthaus verurteilt. Das Urteil wurde am 14. November 1949 rechtskräftig. Im Juli 1968 wurde er aus der Haft entlassen. Wegen einer Haftpsychose wurde er in eine Nervenklinik in Regensburg überführt.